# پیج نیلسن
پیج نیلسن (انگلیسی: Paige Nielsen؛ زادهٔ ۱۴ اکتبر ۱۹۹۳) بازیکن فوتبال اهل ایالات متحده آمریکا است.